# Mesasigone
Mesasigone is een geslacht van spinnen uit de familie hangmatspinnen (Linyphiidae).

## Soorten
De volgende soorten zijn bij het geslacht ingedeeld:
- Mesasigone mira Tanasevitch, 1989